# Mario Trapassi
Mario Trapassi (Palermo, 8 dicembre 1950 – Palermo, 29 luglio 1983) è stato un carabiniere italiano, assassinato dalla mafia.

## Biografia
Nasce a Palermo, da una famiglia modesta. Ha 5 fratelli, di cui un maschio. Si arruola nell'Arma dei Carabinieri e frequenta il Corso presso la Scuola Sottufficiali di Velletri. Come prima assegnazione viene assegnato a Torino, dove ricoprirà il ruolo di scorte del Generale Carlo Alberto Dalla Chiesa. A seguito del matrimonio con la Signora Immacolata, viene trasferito in Sicilia, a Termini Imerese. Successivamente, decide di entrare nel Nucleo scorte del Giudice Borsellino.
L'Attentato di Via Pipitone Federico
Il 29 luglio 1983 il maresciallo ordinario Trapassi, assieme al suo collega Salvatore Bartolotta, componeva la scorta del giudice istruttore Rocco Chinnici. Alle 8 del mattino, una macchina imbottita di tritolo posta da Cosa nostra davanti all'abitazione del magistrato esplose uccidendoli tutti e tre assieme al portiere dello stabile Stefano Li Sacchi. 
Miracolosamente sopravvissuti all'attentato i Carabinieri del Nucleo Radiomobile che erano come auto di testa della scorta, che si erano fermati all'inizio della Via Pipitone Federico e l'autista giudiziario del Ministero di Grazia e Giustizia, Giovanni Paparcuri, perché lo stesso Maresciallo Trapassi, li chiese cortesemente di andargli a prendere la ricetrasmittente, che si era dimenticato nell'Alfetta blindata, Paparcuri nel mentre si siede nella blindata per prendere la ricetrasmittente avvenne lo scoppio, riportando gravi ferite, venne soccorso e dopo diversi mesi di convalescenza tornò in Procura a Palermo affiancando il Pool di Palermo nell'istruttoria del Maxi Processo di Palermo.
Il 27 aprile 2015 è stata intitolata alla loro memoria la sede della caserma della stazione carabinieri di Palermo Uditore.